# Innes Lloyd
Pour les articles homonymes, voir Lloyd.
Innes Lloyd est un producteur britannique né le 24 décembre 1925 à Penmaenmawr (pays de Galles) et mort le 23 août 1991 à Londres. Il est principalement connu dans les années 1960 pour avoir été producteur durant deux années de la série Doctor Who.

## Carrière
Ayant pris des leçons afin d'être acteur à la Central School of Speech and Drama, Innes Lloyd se tourne rapidement vers le travail de producteur et dans les années 1950 se spécialise dans les retransmissions extérieures pour la BBC, tel les évènements sportifs comme les internationaux de Wimbledon la moto ou le golf, ou bien les événements solennels comme le discours de la Reine ou l'enterrement de Winston Churchill. Il réalise aussi la retransmission de l'Eurovision de l'année 1960.
En 1966, il prend la relève de John Wiles et devient le troisième producteur de la série anglaise de science-fiction Doctor Who. Il prend la série en charge pendant près de deux ans, de l'épisode « The Celestial Toymaker » (avril 1966) à « The Enemy of the World » (janvier 1968). Il reprit la direction de la série à une époque où son acteur principal William Hartnell était en froid avec la production. 
Il est principalement connu pour avoir assuré le changement d'acteur principal entre Hartnell et Patrick Troughton. Ne voulant pas réitérer l'erreur de John Wiles qui avait envisagé que le Docteur puisse être joué par un sosie d'Hartnell, lui et son collaborateur, le script-éditor Gerry Davis instituèrent l'idée que le Docteur pouvait changer de corps et d'avoir une personnalité différente à chaque réincarnation. Une idée qui permit à la série d'être encore à l'antenne actuellement. De plus, c'est Lloyd qui eut l'idée d'engager Patrick Troughton, après avoir essuyé le refus de l'acteur Peter Jeffrey.
Durant l'époque de sa direction, les scénarios étaient marqués par une structure de « base en état de siège » : le Docteur et ses compagnons arrivent dans un lieu clos, à l'écart du monde qui est en proie à une attaque d'extraterrestres (« The Tenth Planet », « The Power of the Daleks», « The Moonbase», « The Tomb of the Cybermen», etc.) un format qui permettait de faciliter le travail dans des studios parfois assez étroits. Il demande aussi à ses scénaristes de créer le maximum de monstres récurrents et c'est ainsi que la série vit apparaître des monstres comme les Cybermen, les Guerriers des glaces ou la Grande Intelligence. Chose étonnante, il reste durant ces deux années tout en affichant un manque d'intérêt pour la science-fiction. 
Après son travail sur Doctor Who, Innes Lloyd travaille brièvement sur des séries et des soap opera comme Thirty-Minute Theatre, United! et Dead of Night. Dans les années 1970 et 1980 son travail de producteur s'attarde surtout sur des téléfilms biographique, comme la vie d'Orde Charles Wingate ou d'Arthur Travers Harris. Il collabore aussi avec Alan Bennett sur différentes comédies et téléfilm dramatiques. 
Innes Lloyd meurt le 23 août 1991 à l'âge de 65 ans, après une longue maladie.

## Source
- (en) Cet article est partiellement ou en totalité issu de l’article de Wikipédia en anglais intitulé « Innes Lloyd » (voir la liste des auteurs).